# Johann Georg Müller (Politiker)

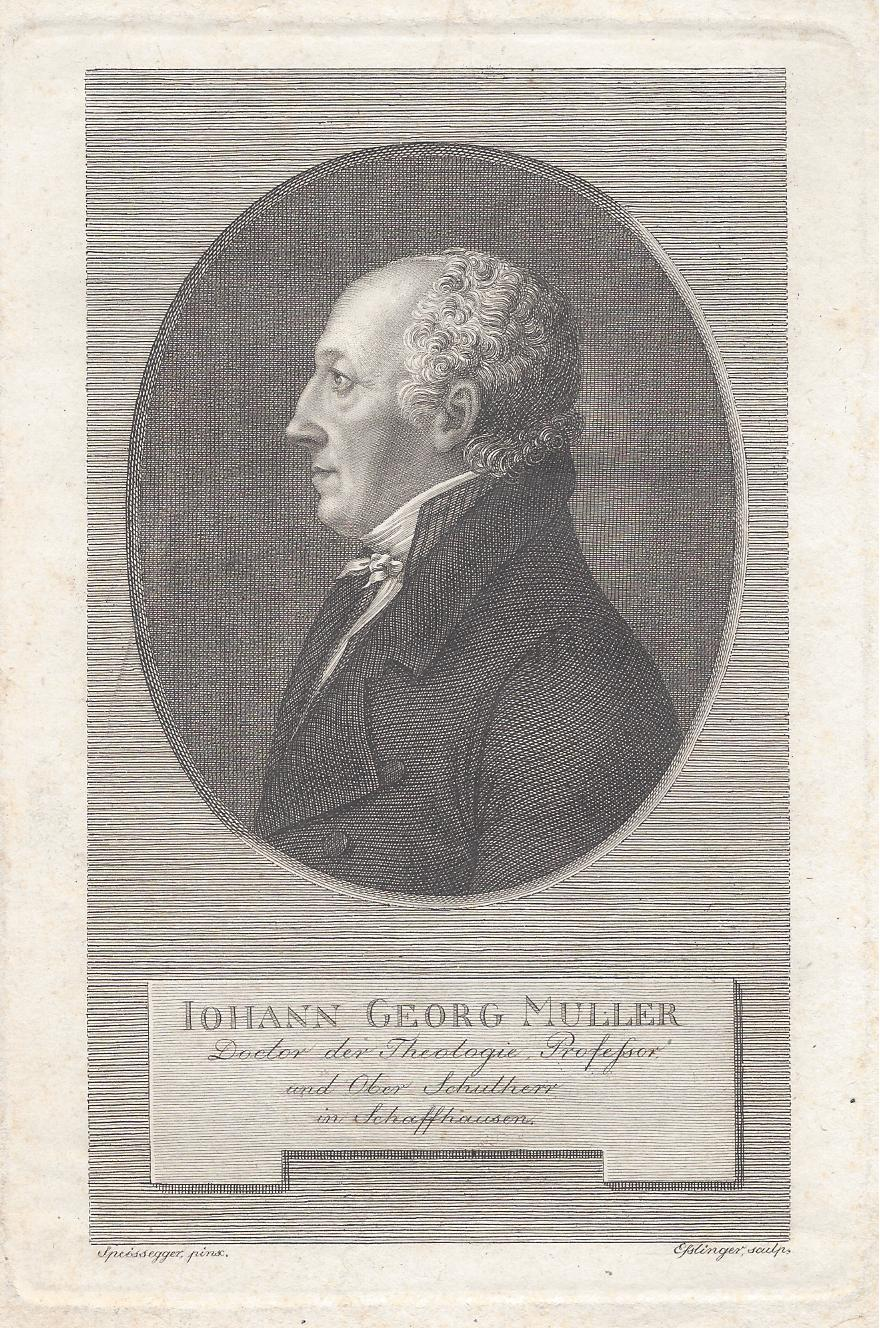
Johann Georg Müller (1759–1819), Stahlstich nach Alexander Speissegger (1750–1798)

Johann Georg Müller (* 3. September 1759 in Neunkirch; † 20. November 1819 in Schaffhausen) war ein Schweizer Theologe, Pädagoge, Geschichtsschreiber, Publizist und Politiker.

## Leben
Johann Georg Müller war der Sohn des Pfarrers und Lehrers Johann Georg Müller (1722–1779) und der Anna Maria Schoop (1724–1790) und der jüngere Bruder des Schaffhauser Theologen, Historikers, Publizisten und Staatsmanns Johannes von Müller (1752–1809).
Johann Georg Müller studierte zunächst vom März 1779 bis zum Februar 1780 Theologie in Zürich, wo er in den Kreis um Johann Kaspar Lavater trat. Müller blieb Lavater bis zu dessen Tod in Freundschaft verbunden. Ab April 1780 setzte er sein Studium nach dem Vorbild seines älteren Bruders in Göttingen fort und trat der Freimaurerei bei. Nach dem Abschied von Göttingen im September 1781 hospitierte er bis Ende März 1782 in Weimar bei Johann Gottfried Herder.
Im April nach Schaffhausen zurückgekehrt bestand Johann Georg Müller im August 1782 das theologische Examen und hatte in der Folge wechselnde Ämter als Prediger (1783), Pädagoge (1788) und Professor am Collegium humanitatis (1794) inne. Hinzu kam ab 1789 eine umfangreiche publizistische Tätigkeit. Im März 1798 legte Müller, der in die Schaffhauser Nationalversammlung gewählt worden war, den geistlichen Stand ab und wirkte als Deputierter in der Kirchen- und Schulkammer der Helvetischen Republik, auch wenn er dem alten Regime der Eidgenossenschaft weiterhin nahestand.
In den Jahren nach 1799 reformierte Müller das Schul- und Bibliothekenwesen des Kantons Schaffhausen und edierte als Mitherausgeber sämtliche Werke Herders und als Alleinherausgeber die des 1809 verstorbenen Bruders. Letztere erschienen zwischen 1810 und 1819 bei Cotta. Vom März bis Mai 1805 war Müller Mitglied der Mediationsregierung. 1817 erhielt er die Ehrendoktorwürde der Universitäten Tübingen und Jena. Am 20. November 1819 verstarb Johann Georg Müller in Schaffhausen.
Johann Georg Müller war mit Maria Katharina (* 1768; † 1819), Tochter des Schaffhausener Kaufmanns Eberhard Gaupp, verheiratet.

## Rezeption
In der Rezeption steht Johann Georg Müller im Schatten des älteren Bruders, zu dessen Werk und Nachwirken er als Herausgeber der Gesammelten Werke entscheidend beitrug. Johann Georg Müller unterstützte den Bruder in dessen schweren Lebenskrisen immer wieder.